# Branimir Gabričević
Branimir Gabričević (Podgora, 8. srpnja 1915. – Beograd, 17. listopada 1996.), hrvatski arheolog. 

## Životopis
Klasičnu gimnaziju završio je u Splitu 1933., studij klasične filologije i arheologije na Filozofskom fakultetu u Zagrebu 1938. Tezom Mitrin kult na području rimske provincije Dalmacije doktorirao je 1952. na istom fakultetu. Od 1939. do 1942. bio je srednjoškolski profesor pripravnik u Prilepu, Prizrenu, Šibeniku i Bolu na Braču. Pri Svetoj stolici u Vatikanu službovao je kao tajnik i otpravnik poslova od 1945. do 1949. Asistent na Filozofskom fakultetu u Zagrebu bio je od 1949. do 1954., ravnatelj i znanstveni suradnik Arheološkog muzeja u Splitu od 1954. do 1969. Za vrijeme djelovanja u Splitu, 1961. je osnovao Gradski zavod za zaštitu spomenika kulture i bio njegov prvi ravnatelj do 1965. Redoviti profesor antičke arheologije na Filozofskom fakultetu u Zadru bio je od 1969. do 1978., te na Filozofskom fakultetu u Novom Sadu redoviti profesor povijesti starog vijeka od 1978. do 1980., kada je umirovljen.

## Istraživački radovi
Predmet njegova istraživanja bila je antika, politička i religijska povijest, povijest umjetnosti, grčka kolonizacija, grčki i rimski urbanizam, te srednjovjekovni spomenici. Terenska istraživanja obavljao je u Solinu, Visu i u Cetinskoj krajini.

## Djela
- Antička Issa (1958.)
- Studije i članci o religijama i kultovima antičkoga svijeta (1987.)

Znanstvene i stručne radove te članke objavljivao je u zbornicima, časopisima i listovima Vjesnik za arheologiju i historiju dalmatinsku, Glasnik Zemaljskog muzeja u Sarajevu, Archaeologia Jugoslavica i drugim.

## Vanjske poveznice
- Nenad Cambi: Dr. Branimir Gabričević, redovni profesor Filozofskog fakulteta u m. (in memoriam)